# Super-pământ
Un super-pământ este o planetă extrasolară mai masivă decât Pământul, dar mai mică decât giganți de gaz.

## Probleme în definire
Nu s-a stabilit încă la nivel global care ar fi definiția unui super-pământ, deoarece există teorii conform cărora, pentru ca o planetă să fie super-pământ, masa acesteia trebuie să fie cuprinsă între 1 și 10 mase ale planetei noastre sau, după alți specialiști, între 5 și 10 mase terestre.

## Descoperire
Primul super-pământ a fost descoperit în 1991 de Aleksander Wolszczan și Dale Frail, lângă pulsararul PSR B1257+12, această planetă considerându-se a fi și tip Planetă Pulsar. Alte 2 planete ale sistemului stelar respectiv au masa de 4 ori mai mare decât Pământul, dar sunt prea mici pentru a fi giganți de gaz.